# 反应分子数
反应分子数为基元（单步）反应中聚集在一起发生反应的反应物分子数量之和，等于基元反应中有效碰撞（足够能量）和和正确的方向的反应物的化学计量系数之和。根据聚集在一起的分子数量，反应可以是单分子、双分子甚至三分子。
如果反应分子数为1，则反应称为单分子反应，是单个分子经过碰撞而活化的分解反应或异构化反应。如果反应分子数为2，则称为双分子反应。双分子反应又可分为两类，一是异种分子间的反应，另一种则是同种分子间的反应。
反应分子数为4或更高的反应不存在。
任何基元反应或反应步骤的动力学级数都等于其分子数，因此基元反应的速率方程可以通过检查从分子数确定。 